# Imre Pulai
Imre Pulai, född den 14 november 1967 i Budapest, Ungern, är en ungersk kanotist.
Han tog OS-brons på C-1 500 meter i samband med de olympiska kanottävlingarna 1996 i Atlanta.
Han tog därefter OS-guld på C-2 500 meter i samband med de olympiska kanottävlingarna 2000 i Sydney.